# Навона (площад)
Площад „Навона“ се намира в Рим, на мястото на древноримски стадион за атлетически състезания, построен през 1 век от император Домициан, където римляните са идвали да гледат agones („игри“). Днешното име на площада вероятно идва от in agone, което след това става nagone и накрая navona, което означава „голям кораб“ на италиански.
Запазена е характерната форма на стадион – силно издължена и сплесната елипса.
В северния край на площада е запазена и част от врата, намирала се някога на стадиона.
Става площад в края на 15 век, когато градският пазар е преместен от Кампидолио (Campidoglio). Площад „Навона“ е една от забележителностите на бароков Рим. На него се намират такива архитектурни забележителности като: прочутият Фонтан на четирите реки (Fontana dei Quattro Fiumi, 1651) на Бернини, разположен в средата на площада; Фонтанът на Нептун (1574 г.), намиращ се в северната част на площата и Фонтанът на Мавъра (1576 г.) (в южната част), както и църквата Света Агнеса. На пиаца Навона се намира и една от най-известните от Говорещите статуи на Рим, тази на Паскуале, от където е дошла и съвременната дума пасквил.
Традиционният пазар е преместен през 1869 на Кампо деи Фиори (Campo de' Fiori), но на площада се провеждат театрални и костюмни представления, състезания с коне, кориди. От 1652 всяка събота и неделя на август, площадът е ставал езеро в чест на семейство Памфили: състезавали се карети, докато е свирела музика. Тези празненства са продължили до 1866.
В наши дни на пиаца Навона се намира посолството на Бразилия.